# 머리 로즈
이언 머리 로즈(영어: Iain Murray Rose AM, 1939년 1월 6일 ~ 2012년 4월 15일)는 오스트레일리아의 장거리 수영 선수였다. 올림픽에서 금메달 네 개, 은메달 한 개, 동메달 한 개 등 모두 여섯 개의 메달을 땄으며, 롱코스 자유형 400m, 800m, 1500m 종목에서 세계 기록을 세웠다.
영국 버밍엄에서 태어나 오스트레일리아로 이주한 로즈는 어린 시절에 수영을 시작하여 17세의 나이로 1956년 멜버른 올림픽에 참가하였다.
거기서 400m와 1500m 자유형을 우승하고 800m 자유형 계주 팀의 일원으로 우승하기도 하였다. 모국에서 열린 경기에서 3개의 금메달 획득과 함께 즉시 국민의 영웅으로 만들어졌다.
후에 미국으로 건너가 서던캘리포니아 대학교에서 수학하였다. 1960년 로마 올림픽에서 400m 자유형 2연승을 하였으며, 1개의 은메달(1500m 자유형)과 1개의 동메달(800m 자유형 계주)을 따기도 하였고 결국 15개의 세계 기록을 세웠다. 1962년 800m 자유형에서 세계 기록을 세웠는 데 4년간 지속되었다.
그는 장애인 어린이들에게 수영을 가르치는 오스트레일리아의 자선 단체 "레인보우 클럽"의 장려자이다.
2000년 시드니의 올림픽 경기장에 그의 이름을 딴 가로길이 생겼다. 시드니 올림픽 개막식에서 로즈는 오륜기를 들고 나온 기수들 8명 중의 하나였다.
이후 백혈병으로 투병 생활을 하다가 2012년 4월 15일 시드니에서 사망했다.

## 같이 보기
- 올림픽 수영 남자 메달리스트 목록
- 수영 자유형 400m 세계 기록 추이
- 수영 자유형 800m 세계 기록 추이
- 수영 자유형 1500m 세계 기록 추이
- 수영 계영 800m 세계 기록 추이